# Romet Bydgoszcz
Klub Sportowy Romet-Renex Bydgoszcz – polski klub sportowy założony w 1948 roku.

## Działalność
Klub powstał przy powstałych w 1948 roku Zjednoczonych Zakładach Rowerowych z siedzibą w Bydgoszczy przy ulicy Fordońskiej 2. Z racji charakteru przedsiębiorstwa, wiodącą sekcją było kolarstwo. Od 1958 roku w ramach klubu działała sekcja turystyczno-rowerowa. Do największych sukcesów można zaliczyć tytuł drużynowego mistrza Polski w kolarstwie szosowym w 1977 roku. Na przestrzeni lat barwy klubu reprezentowali m.in. wicemistrz olimpijski i zwycięzca Tour de Pologne 1985 Marek Leśniewski, wielokrotny mistrz Polski Zbigniew Ludwiniak czy Jakub Lorek, mistrz Polski juniorów w 1999 roku.